# Jongerenwerkgroep voor Sterrenkunde
De Jongerenwerkgroep voor sterrenkunde (JWG) is een Nederlandse sterrenkundevereniging die in 1960 is opgericht door Bert van Sprang. Zij heeft als doel het populariseren van sterrenkunde onder jongeren, voornamelijk in de leeftijd van 8 tot 21 jaar, en is aangesloten bij de Koninklijke Nederlandse Vereniging voor Weer- en Sterrenkunde (KNVWS). De JWG heeft een eigen tijdschrift, de Universum, dat verspreidt wordt onder leden. Verder organiseert de JWG jaarlijks vier tot vijf kampen.

## Geschiedenis van de JWG
In 1960 richtte Bert van Sprang de Vereniging Jonge Sterrenkundige Amateurs op, met als doelgroep amateurs tussen de 7 en 20 jaar. De JWG heeft zich in 1967 aangesloten bij de Koninklijke Nederlandse Vereniging voor Weer- en Sterrenkunde (KNVWS) en is tot op heden lid. De JWG vervult hierin de rol van jongerenvereniging, waarna leden door (kunnen) stromen naar de verscheidene takken van de KNVWS.

## Kampen
Jaarlijks worden er vier kampen voor de doelgroep georganiseerd. Het paaskamp en het jongerenkamp zijn beide gericht op deelnemers in de leeftijdsgroep 7 tot 13. Het ouderenkamp en het winterkamp worden georganiseerd voor leden tussen de 13 en 18 jaar. Naast deze kampen vinden er ook kampen plaats die gericht zijn op oudere geïnteresseerden (vanaf 16 jaar), zoals Americliptika, dat plaatsvond in 2017.

## DeUniversum
Het tijdschrift van de JWG is Universum. De Universum wordt vier keer per jaar bezorgd bij de leden van de JWG. Het tijdschrift bevat onder andere een waarneemrubriek, een aantal langere artikelen over sterrenkundige bevindingen en een poster.

## Afdelingen
Ook heeft de JWG verscheidene afdelingen: Amsterdam, Utrecht, Leiden, Arnhem en een digitale afdeling genaamd Cyberspace. Bij afdelingsbijeenkomsten worden praatjes gegeven over sterrenkundige onderwerpen en is er tijd voor waarnemen of knutsels.